# Pterocymbium splendens
Pterocymbium splendens är en malvaväxtart som beskrevs av André Joseph Guillaume Henri Kostermans. Pterocymbium splendens ingår i släktet Pterocymbium och familjen malvaväxter. Inga underarter finns listade i Catalogue of Life.